# Delft
Delft ([dɛlft]ⓘ) es una ciudad y un municipio de Holanda Meridional (Países Bajos), a mitad de camino entre Róterdam y La Haya. Es primordialmente conocida por el centro de la ciudad, tradicionalmente neerlandés (surcado por canales); la cerámica de Delft (Delfts blauw), la Universidad Técnica de Delft y su asociación con la Familia Real.

## Historia

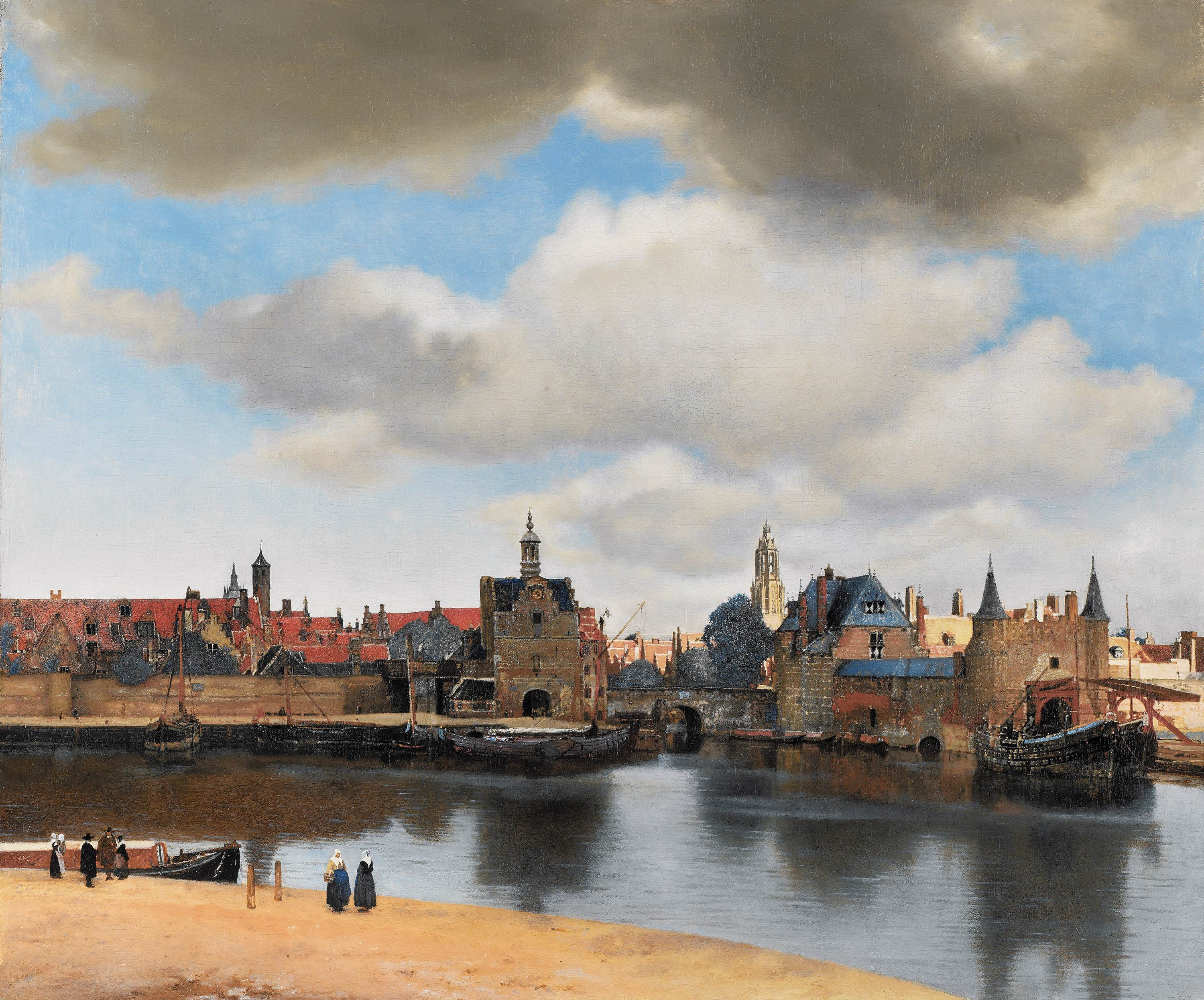
Vista de Delft, Johannes Vermeer, 1660-1661

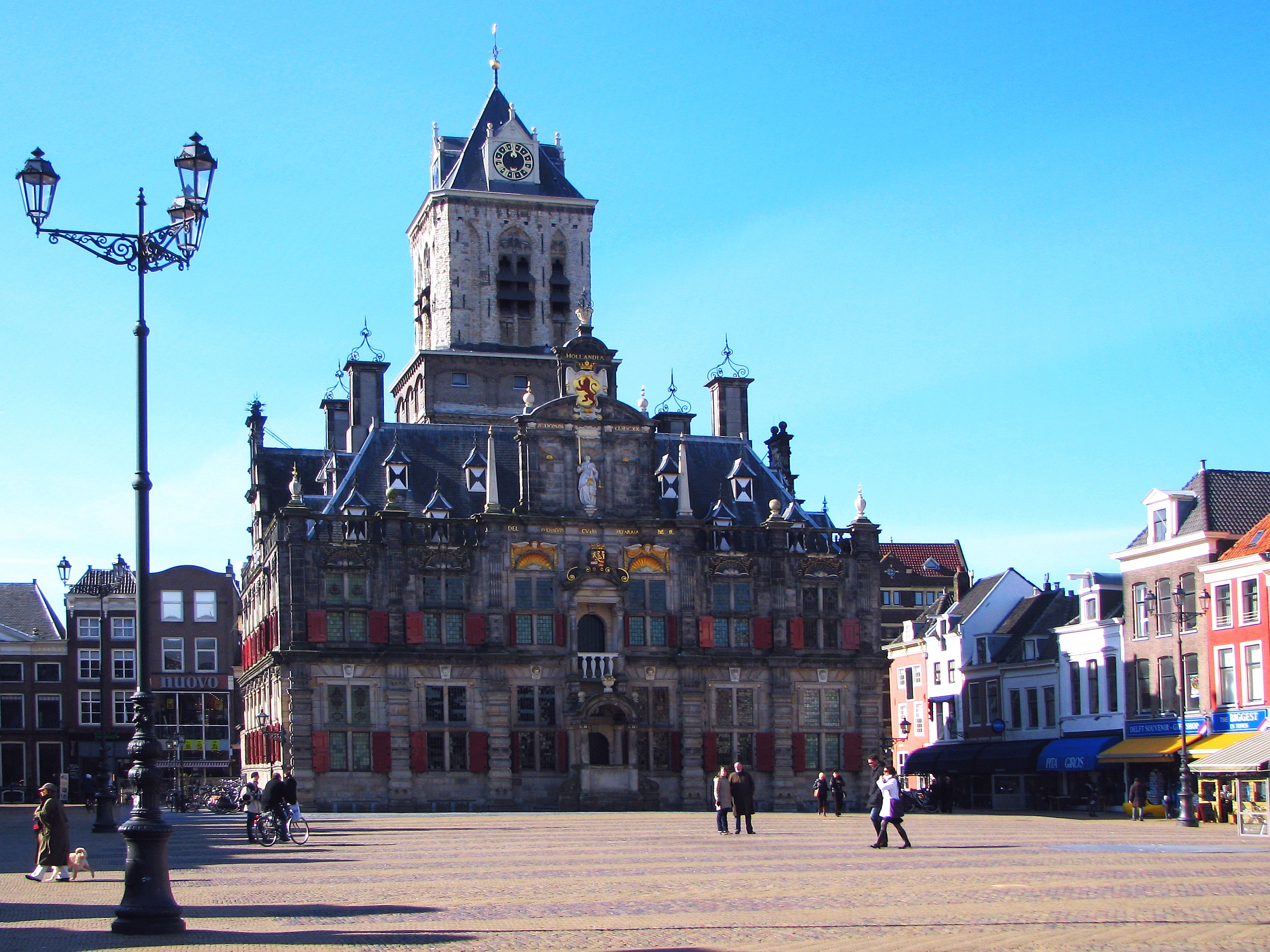
Ayuntamiento desde 1620 en Delft

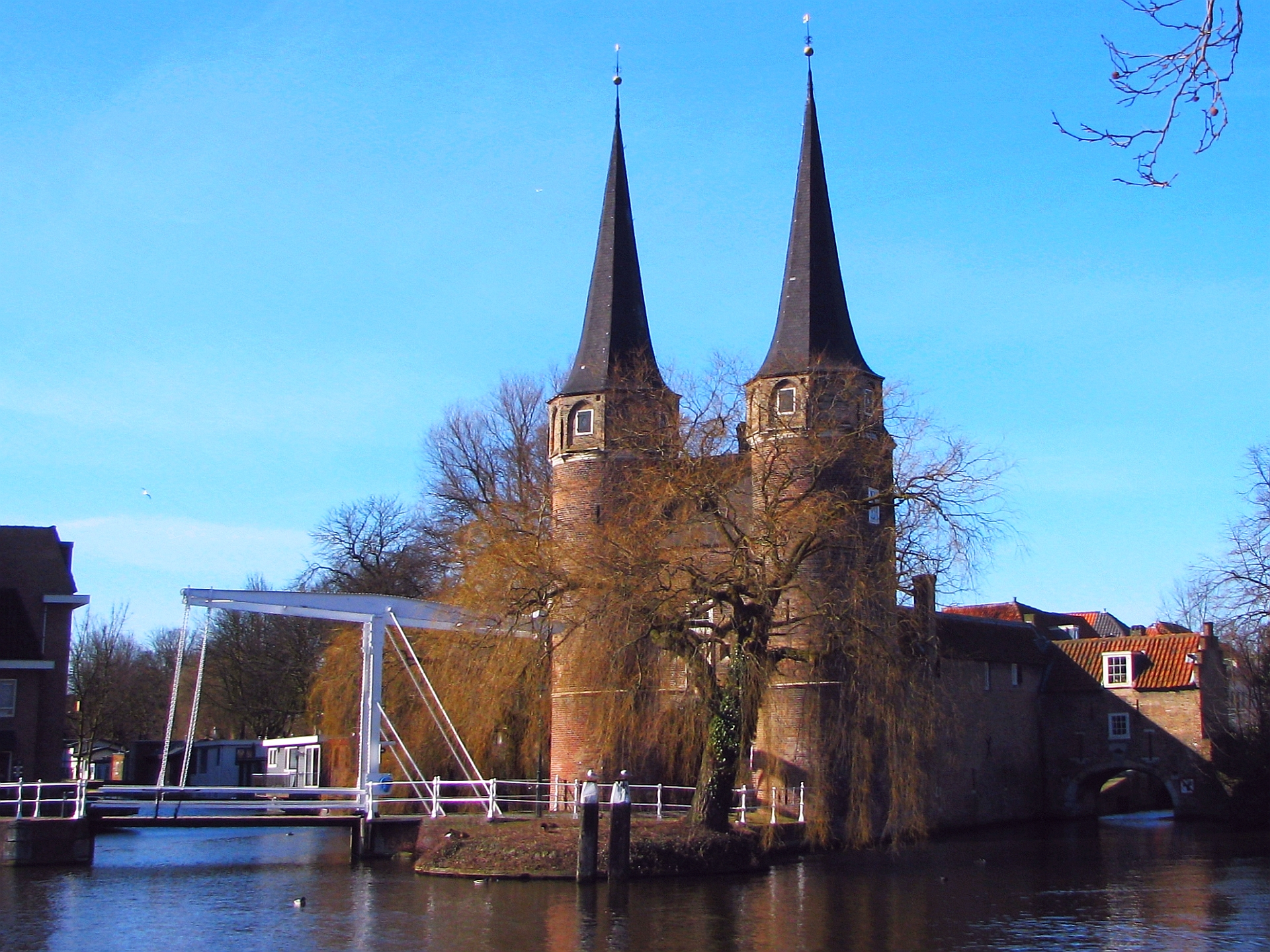
Delft "Oostport" en Rijn-Schiekanaal con Zuidergracht

La ciudad existe desde el siglo XIII. Recibió su fuero el 15 de abril de 1246 de manos del conde Guillermo II. En 1536 gran parte de la ciudad fue destruida por un incendio.
El vínculo de la Casa de Orange con Delft comenzó cuando Guillermo el Taciturno, o Guillermo de Orange, hizo del lugar su residencia en 1572. Guillermo dirigió la rebelión contra España durante la guerra de los Ochenta Años.
Delft era en aquel momento la tercera ciudad más importante de los Países Bajos, tras Dordrecht y Haarlem, y disponía de murallas. Cuando Guillermo muere, en 1584 abatido por Balthazar Gerards en el Prinsenhof, el panteón de la familia en Breda estaba en manos de los españoles. Fue enterrado en la Nieuwe Kerk (Iglesia Nueva), iniciando una tradición para la Casa de Orange que continúa hasta nuestro tiempo.
Durante el siglo XVII, y gracias a la industria de la cerámica y a la apertura de una sede de la Compañía de las Indias Orientales, Delft vive su edad de oro. No obstante, el 12 de octubre de 1654 una parte de la ciudad fue de nuevo destruida por la explosión de un polvorín. Entre los fallecidos estuvo el pintor Carel Fabritius, posiblemente maestro de Johannes Vermeer.
Tras la declaración de guerra e invasión de los Países Bajos por parte de Inglaterra, Francia, Colonia y Münster en 1672 comienza el declive de la economía de Delft, siendo superada en importancia política y económica por sus vecinas La Haya, como centro de gobierno, y Róterdam, como ciudad portuaria. En el siglo XIX sólo quedaba una fábrica de porcelana abierta, de Porceleyne Fles, que continúa existiendo en nuestros días.

## Cultura

### Artesanía
Delft es famosa por su producción de Mayólica inspirada de las porcelanas importadas de China a partir del siglo XVII.

### Cine
El cineasta Werner Herzog filmó en esta localidad los exteriores del filme Nosferatu: Phantom der Nacht.

### Turismo
El centro de la ciudad posee numerosos edificios antiguos y muchas calles tienen canales en el medio, habitados por peces y plantas.

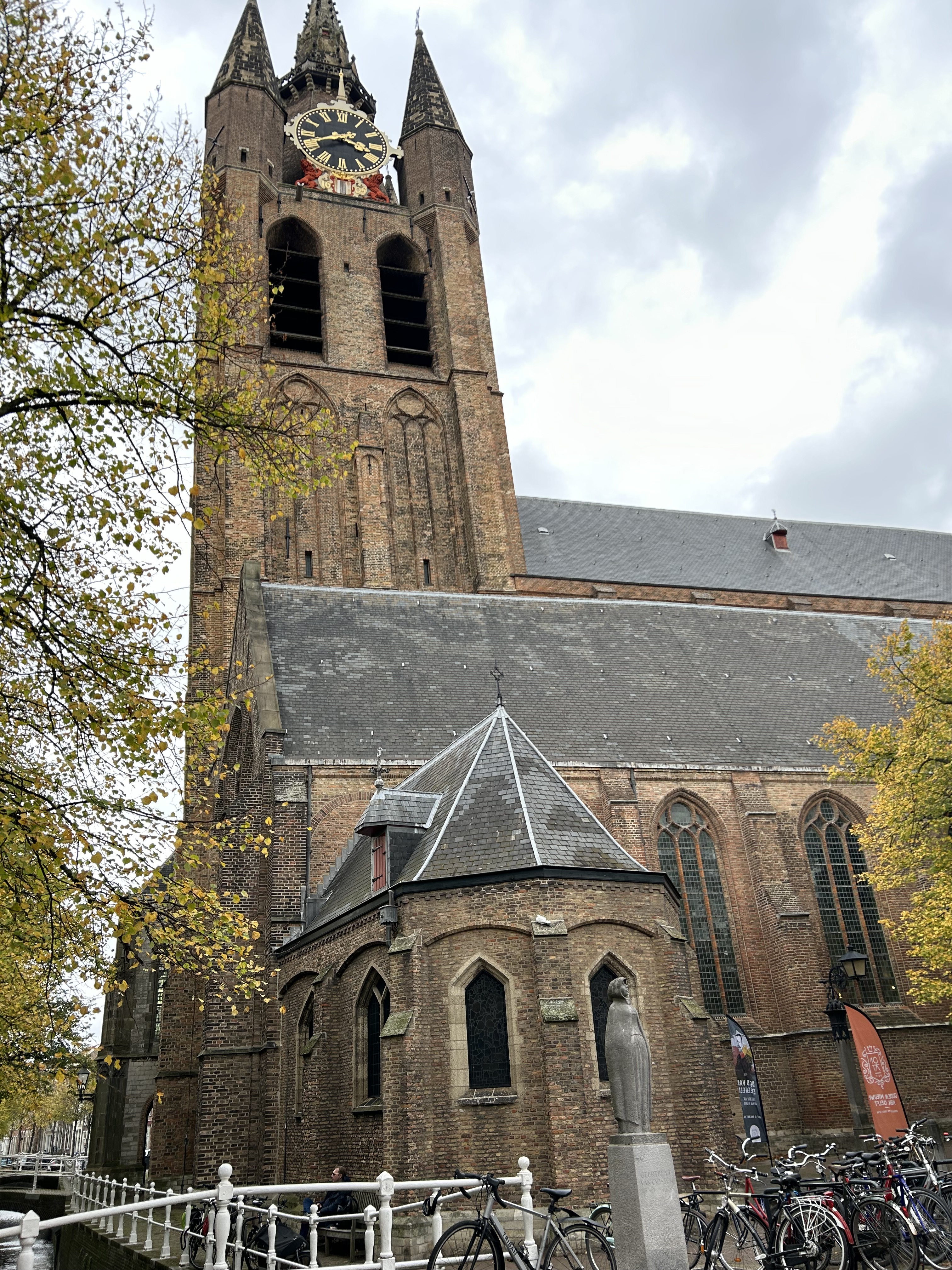
Iglesia vieja de Delft (Oude Kerk)

- Iglesia vieja de Delft (Oude Kerk)Oude Kerk (la Iglesia Vieja) data de 1246, y es la iglesia más antigua de Delft. Entre 1325 y 1350 se le añadió la torre de planta cuadrada. Cabe destacar que dicha torre está sensiblemente inclinada debido a la poca firmeza del terreno sobre el que se asienta. Con 75 metros de altura, actualmente presenta una desviación de 1,96 metros de la vertical.
- Nieuwe Kerk (la Iglesia Nueva), construida entre 1381 y 1496. En su interior se encuentra el panteón de la Familia Real neerlandesa. Su torre, con 108,75 metros, es la segunda más alta de los Países Bajos.
- El Prinsenhof (Palacio del Príncipe), hoy en día un museo. Inicialmente un monasterio fundado en 1403 y dedicado a Santa Ágata, el edificio sufrió repetidas ampliaciones conforme al crecimiento de la orden. Guillermo de Orange residió habitualmente en dicho monasterio entre 1572 y 1584, año en que fue asesinado, de ahí el nombre actual del edificio.
- El ayuntamiento.
- Delft es una ciudad muy bonita que merece la pena visitar. Aquí encontraras numerosos museos, mercados y bares musicales.

## Educación
|  | Universidad                  | Fundación | Acrónimo | Tipo                        |
|  | ---------------------------- | --------- | -------- | --------------------------- |
|  | Universidad Técnica de Delft | 1842      | TU Delft | Universidad técnica pública |

## Personajes célebres
- Johannes Vermeer, pintor.
- Anton van Leeuwenhoek, padre de la microbiología y desarrollador del microscopio.
- Dj Jurgen, DJ, mezclador, productor y artista.
- Hugo Grotius, internacionalista, jurista y poeta.

## Ciudades hermanadas
- Aarau,  Suiza
- Adapazar,  Turquía
- Castrop-Rauxel,  Alemania
- Estelí,  Nicaragua
- Freiberg,  Alemania
- Kfar Saba,  Israel
- Kingston upon Thames,  Reino Unido
- Pretoria,  Sudáfrica
- Tuzla,  Bosnia y Herzegovina